# Steiroxys borealis
Steiroxys borealis är en insektsart som beskrevs av Scudder, S.H. 1894. Steiroxys borealis ingår i släktet Steiroxys och familjen vårtbitare. Inga underarter finns listade i Catalogue of Life.